# Мон (округ)
Мон (хинди मोन ज़िला; англ. Mon) — округ в индийском штате Нагаленд. Образован 21 сентября 1973 года из части территории округа Туенсанг. Административный центр — город Мон. Площадь округа — 1786 км². По данным всеиндийской переписи 2001 года население округа составляло 260 652 человека. Уровень грамотности взрослого населения составлял 41,8 %, что значительно ниже среднеиндийского уровня (59,5 %). Доля городского населения составляла 6,4 %.